# Ані слова російською
«Ані́ сло́ва росі́йською» (англ. No Russian) — четвертий рівень відеогри Call of Duty: Modern Warfare 2 (2009) та її оновленої версії Call of Duty: Modern Warfare 2 Campaign Remastered (2020). На ньому гравець, який керує агентом американським спецслужб Джозефом Алленом, бере участь у масовому розстрілі людей в російському аеропорту. В такий спосіб головний герой має завоювати довіру Владіміра Макарова, російського терориста й організатора теракту. Попри це, в кінці рівня Макаров вбиває Аллена, а наявність американця на місці нападу зрештою провокує війну між РФ та США.
Геймдизайнер Мохаммад Алаві, який грав ключову роль у створенні рівня, говорить, що події, зображені в «Ані слова російською», мають виступати в ролі каталізатора основного сюжету гри, а також допомагають створити емоційний зв'язок між гравцем і Макаровим. Попри це, команда розробників загалом розділилися в думках щодо рівня. Кілька тестувальників гри висловили своє незадоволення його вмістом, а один з них зовсім відмовився його проходити.
Ще до виходу Modern Warfare 2 «Ані слова російською» став популярною темою обговорення багатьох новинних видань. Журналісти критикували рівень за надмірне насильство, нелогічний сюжет, а також за можливість його повного пропуску, що надається грою. З іншого боку, низка оглядачів похвалила розробників за сміливе рішення зробити гравця терористом, а сам «Ані слова російською», який підіймає теми людського насильства та правильності проведення подібних військових операцій в сучасному світі, відтоді вважається одним із найважливіших рівнів для індустрії відеоігор.
Через велику сцени насильства в «Ані слова російською» Modern Warfare 2 зазнав цензури в деяких міжнародних версіях гри. Зокрема, рівень був повністю видалений з російської версії, а в японській та німецьких версіях гравцю забороняється вбивати на ньому цивільних.

## Вміст рівня
«Ані слова російською» — це четвертий рівень одиночної кампанії відеогри Call of Duty: Modern Warfare 2. Гравець керує Джозефом Алленом, агентом ЦРУ під прикриттям, якому доручено проникнути в російську терористичну організацію під керівництвом Владіміра Макарова. Для досягнення цієї мети йому необхідно взяти безпосередню участь у масовому розстрілі цивільних в Міжнародному аеропорту імені Захаєва (Москва, Росія). Перед початком рівня можна побачити попередження, в якому йдеться, що для деяких людей наступна місія може здатися «тривожною або образливою». В цей момент гравець має можливість пропустити рівень, що ніяк не позначиться на його загальному прогресі в грі.
«Ані слова російською» починається сценою в ліфті, де головний герой перебуває разом із Макаровим і трьома іншими бойовиками. Макаров каже групі: «Пам'ятайте, ані слова російською», тобто наказує терористам говорити між собою лише англійською мовою. Окрім цього, в ході свого нападу вони використовують зброю американського виробництва. Вийшовши з ліфта, Макаров та інші бойовики починають стріляти у велику групу цивільних на контрольно-пропускному пункті аеропорту. Після цього гравець супроводжує терористів, які далі просуваються приміщенням летовища, вбиваючи на своєму шляху всіх людей, що намагаються втекти. Як тільки група нападників виходить з аеропорту, вона вступає в перестрілку з агентами ФСБ, деякі з яких мають протиударні щити. Наприкінці рівня, коли терористи, відбившись від правоохоронців, тікають з місця дії, Макаров вбиває Аллена та залишає його тіло стікати кров'ю. Стає зрозуміло, що Макаров із самого початку знав про прикриття Аллена, а справжня мета терориста полягала в тому, щоби зрештою російська влада виявила серед одного з нападників американського громадянина. В цьому разі атака виглядатиме як організована американцями, а РФ матиме привід оголосити США війну.
«Ані слова російською» містить помітно більше сцен насильства, ніж будь-який інший рівень гри: всюди чутні крики цивільних, а поранені жертви залишають після себе криваві сліди на підлозі. Попри це, гра жодним чином не зобов'язує гравця безпосередньо ставати учасником теракту, стріляючи в натовп людей. За бажанням можна пройти через аеропорт, не зробивши жодного пострілу. Терористи теж ніяк не реагують, якщо не стріляти в цивільних разом з ними. Гравець може спробувати вбити самих терористів, але тоді вони стрілятимуть у відповідь, внаслідок чого місія буде провалена.

## Історія розробки

Одним із головних джерел натхнення для створення рівня став теракт 11 вересня 2001 року

«Ані слова російською» був задуманий ще на початку розробки Modern Warfare 2. Співробітники Infinity Ward спершу хотіли зробити рівень, де гравець пілотує Lockheed AC-130 і намагається запобігти епідемії зомбі в Москві. Коли ці фантастичні елементи не отримали схвалення, команда розробників сфокусувалась на рівні, зосередженому навколо теракту в московському аеропорту. На це їх надихнули особисті сумніви щодо безпеки авіаперельотів, які з'явилися після теракту 11 вересня. Коментуючи рівень, головний сценарист гри Джессі Стерн каже, що всі люди мають вроджене бажання побачити масову стрілянину на власні очі. Як доказ цього він згадує документальні фільми про теракти в Мумбаї 2008 року та стрілянину в школі «Колумбайн», що містять інтерв'ю з вцілілими жертвами атак, та додає: «Ці дії вчиняють звичайні люди. Саме тому ми не хочемо закривати на це очі. Ми хочемо розібрати це на частини та з'ясувати, як так сталося і що можна зробити, щоб цьому запобігти. Зрештою, наш намір полягав у тому, щоб максимально наблизити вас до жорстокості». Загалом Стерн каже, що вони прагнули створити рівень, який би мав сильний емоційний вплив на гравців, але при цьому був би для них достатньо зрозумілим та близьким.
Геймдизайнер Мохаммад Алаві брав активну участь у розробці рівня, починаючи від програмування штучного інтелекту і закінчуючи керуванням процесу з захоплення руху для анімації персонажів. Наміри Алаві під час роботи над «Ані слова російською» відрізнялися від намірів Стерна, оскільки він лише хотів, щоб рівень став каталізатором для подій основного сюжету гри. В інтерв'ю 2012 року геймдизайнер казав, що загалом під час роботи над рівнем команда розробників ставила перед собою три мети: «Пояснити, чому Росія нападає на США; створити емоційний зв'язок гравця з лиходієм Макаровим; зробити це в пам'ятний і цікавий спосіб». Щодо самої сцени масового вбивства, дизайнер зізнається, що надихався новинними статтями та фільмами, проте не брав жодних інтерв'ю у жертв справжніх терактів, оскільки сумнівався, що зможе емоційно з цим впоратися.
Найскладнішою у процесі створення «Ані слова російською» стала саме частина з розстрілом цивільних. В перших версіях рівня цей сегмент закінчувався майже на самому початку, недалеко від ліфту, після чого гра одразу переростала в перестрілку. Проте Алаві вважав, що такий різкий перехід від емоційної частини відчуватиметься як «дешевий трюк», тому це було змінено. Також, аби зробити досвід гравців менш травматичним, геймдизанер вирішив, що серед жертв нападу не буде дітей і не буде членів родин, які в страху обіймають одне одного. Головний художник гри Джоел Емслі, що працював над моделями цивільних в «Ані слова російською», згадує, що спочатку кількість крові в сценах вбивства була обмеженою. Однак, коли дружина художника висловила сумніви щодо автентичності рівня в такому вигляді, він зрештою вирішив зробити смерті цивільних більш кровавими. Окрім того, Емслі зізнається, що «Ані слова російською» викликав серйозні суперечки серед команди розробників, «поляризувавши студію». За його словами, низка співробітників Infinity Ward категорично висловилася проти рівня та його вмісту, а деякі з них пропонували ідею, щоб гравець керував охоронцем, а не терористом.
Алаві каже, що не чув про якусь негативну реакцію щодо рівня від Activision, але зауважує, що в тестувальників гри була різна реакція на нього. Багато хто з них спочатку був розлючений і збентежений, але зрештою все одно погодився стріляти в цивільних, визнаючи, що це відеогра. Один тестувальник взагалі відмовився проходити рівень, хоча був готовий грати в саму гру далі. Це надихнуло Алаві на впровадження можливості пропуску рівня, оскільки геймдизайнер не хотів, щоб гравець був якось покараний, коли він не хоче робити річ, яка йому здається морально неправильною. Режисер з кастингу Кіт Арем стверджує, що через емоційну напруженість сцени деякі з акторів озвучування гри розплакалися, зачитуючи свої репліки.

## Первинне сприйняття

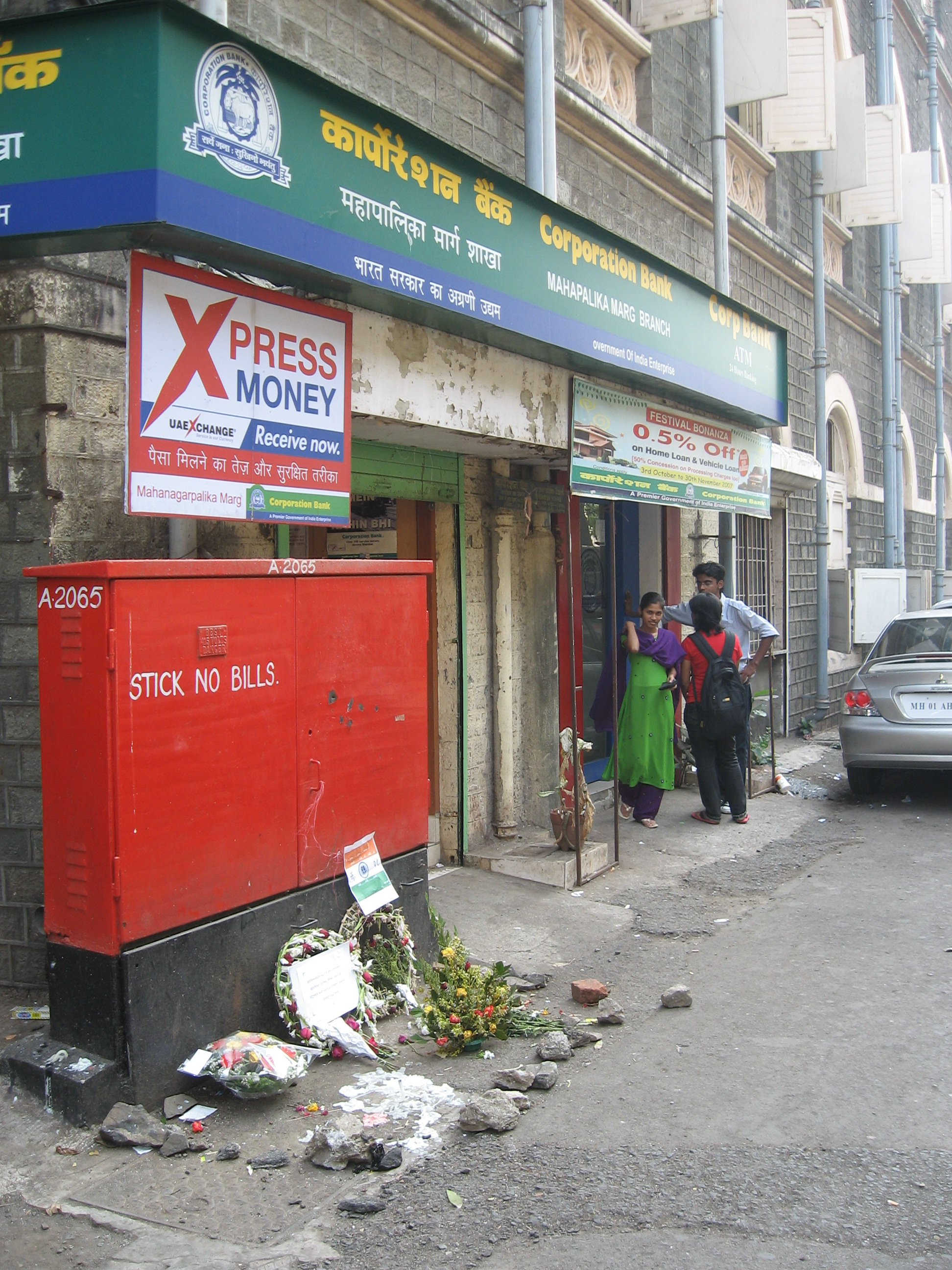
Низка журналістів порівнювали події рівня з серією терактів в Мумбаї, що сталася рік тому

Незадовго до релізу Call of Duty: Modern Warfare 2 неофіційно відео з кадрами «Ані слова російською» було поширено в інтернеті, що спровокувало бурхливу реакцію в медіа. Activision одразу підтвердила існування рівня та прояснила його контекст у грі. Так, у своєму офіційному листі компанія заявила, що кадри з розстрілом цивільних не репрезентують загальний ігровий процес Modern Warfare 2, додавши також, що гравець за бажанням може пропустити цей сегмент гри. Попри це, думки журналістів щодо розповсюдженого відео розділилися. Оглядач The Daily Telegraph, визнавши сміливість самої ідеї зробити гравця терористом, висловив свій сумнів щодо того, чи в правильний спосіб Infinity Ward підійшли до реалізації свого задуму, дозволивши гравцю, наприклад, «поводитися з цивільними як із живими кеглями для боулінгу», використовуючи гранати. Журналіст The Guardian розкритикував можливість пропуску, назвавши її ухиленням розробників від відповідальності за рівень, який за їхнім же задумом мав би бути частиною загального ігрового досвіду гравців. Джим Стерлінг з видання Destructoid був більш схвальним у висловлюваннях. На його думку, цей рівень є сміливою заявою про те, що відеоігри теж можуть порушувати суперечливі теми, хоча, як зауважує критик, більшість розробників досі намагаються цього уникати. Стерлінг вважає, що якщо «Ані слова російською» здатен змусити гравців засумніватися в тому, чи виправдана смерть невинних цивільних осіб, то відеоігри зрештою можна вважати формою мистецтва.
У той час, як після свого виходу сама гра отримала виключно схвальні відгуки, «Ані слова російською» зазнав різкої критики оглядачів. Журналіст BBC News сказав, що він «засмучений», оскільки рівень спростовував його теорію про те, що індустрія відеоігор «подорослішала». Кірон Гіллен з видання Rock, Paper, Shotgun заявив, що «Ані слова російською» не виправдав його очікувань. Сюжет рівня оглядачу здався нелогічним, а можливість пропуску він назвав проявом боягузтва розробників. Врешті він похвалив саму задумку Infinity Ward, але сильно розкритикував реалізацію. Пишучи для PCWorld, Метт Пекхем поставив питання, чому озброєним нападникам байдуже, якщо гравець cам не стріляє в натовп людей, або чому неможливо вбити Макарова чи в якийсь інший спосіб заподіяти теракту зі свого боку. Також Пекхему не сподобалося, що перед початком «Ані слова російською» розробники не надають гравцю достатньо інформації про те, що насправді має статися, намагаючись в такий спосіб «безпечно вставити рівень у гру».
Декілька відомих британських релігійних лідерів також засудили «Ані слова російською». Александер Голдберг з Лондонського єврейського форуму був стурбований тим, що в цей рівень будуть грати діти, а Фазан Мохаммед з Британського мусульманського форуму прирівняв гру до нацистської пропаганди, яка робила людей ворожими до інших. Стівен Лоу, колишній єпископ Гьюма, закликав BBFC прибрати цей рівень з гри, оскільки, на його думку, він нормалізує насильство та тероризм.

### Міжнародна цензура
Через сцени насильства, наявні в «Ані слова російською», деякі міжнародні версії Call of Duty: Modern Warfare 2 зазнали цензури. Так, Activision повністю прибрала рівень з російської версії гри, обґрунтувавши своє рішення тим, що в РФ, на відміну від інших країн, немає офіційної системи вікового рейтингу відеоігор. До цього деякі журналісти помилково повідомляли, що гра була заборонена російською владою або що фізичні копії її консольних версій були відкликані назад. У японській та німецькій версіях гри рівень було відредаговано таким чином, що місія одразу завершувалась провалом, якщо гравець вбивав хоча б одного цивільного. Попри це, деякі гравці все ж розкритикували японську версію за те, що в ній початкова репліка Макарова була помилково локалізована як «Вбийте їх, вони росіяни».

## Ретроспективний погляд
2012 року Лаура Паркер, пишучи для видання GameSpot, висловила думку, що «Ані слова російською», порушивши питання про те, чи варто відеоіграм досліджувати міру людського страждання та інші дорослі теми, став переломним моментом для індустрії відеоігор. Також Паркер додала, що якби більше розробників були готові ризикувати, як це зробили Infinity Ward, то відеоігри нарешті отримали би культурне визнання, а подібні рівні не викликали би таких суперечок в суспільстві. Аналізуючи Spec Ops: The Line (2012), іншу відеогру в жанрі шутер, редактор порталу Kotaku згадує сцену, де гравець натрапляє на одного зі своїх побратимів, що був вбитий розлюченим натовпом цивільних, і постає перед вибором: відкрити вогонь по людях або налякати їх попереджувальними пострілами. Волт Вільямс, головний сценарист гри, каже, що команда розробників хотіла зробити цю сцену органічною, безпосередньо пов'язаною з сюжетом, уникаючи в такий спосіб «незграбності» «Ані слова російською».
У своїй книзі Playing War: Military Video Games After 9/11 Меттью Пейн аналізує декілька суперечливих рівнів серії Call of Duty, зокрема й «Ані слова російською». На думку автора, участь головного героя в теракті та його смерть в фіналі порушують тему військових, які жертвують собою заради загального блага, а сам рівень намагається виправдати сумнівні з погляду моралі військові операції, які проводяться в інтересах національної безпеки. Зрештою Пейн підсумовує, що хоча всі ці рівні є доволі точним зображенням сучасних збройних конфліктів, вони все одно не здатні змусити гравця переосмислити правила ведення війни проти тероризму, де смерті цивільних є необхідною жертвою. Після терактів у Парижі 2015 року Роберт Рат з вебсайту ZAM вирішив знову зіграти в «Ані слова російською», щоб дослідити, наскільки точно рівень відображає справжні терористичні атаки. Зрештою оглядач дійшов висновку, що, попри абсурдність самого сюжету, напад, зображений у грі, є реалістичним, а рівень загалом вчить гравців, що жертвами терактів часто стають саме «м’які цілі» — незахищені місця, де зазвичай збирається багато людей.
2020 року, оглядаючи ремастер Modern Warfare 2, один з авторів видання Wired назвав рівень «тупим і безглуздим», взагалі піддавши сумніву необхідність його наявності у грі. На думку оглядача, жах і шок, які «Ані слова російською» має викликати в гравця, минають одразу після його завершення і ніяк не впливають на загальні відчуття гравця від шутера. Так само рецензуючи оновлену кампанію гри, редактор GameSpot висловлює думку, що «Ані слова російською» ― це «Call of Duty в її найбільш підривному та художньо виразному вигляді». Попри це оглядач додає, що гра все ж не спроможна донести до гравця цікаві ідеї, що лежать в її основі, а сам рівень після багатьох років масових розстрілів у США відчувається «бездушним». Коментуючи те, що Call of Duty: Modern Warfare III (2023), третя гра в перезапуску підсерії, міститиме власну версію «Ані слова російською», журналіст вебсайту PCGamesN висловив сумнів, чи є розумним з боку розробників повертатись до цього рівня, намагаючись відтворити сумнозвісний оригінал.

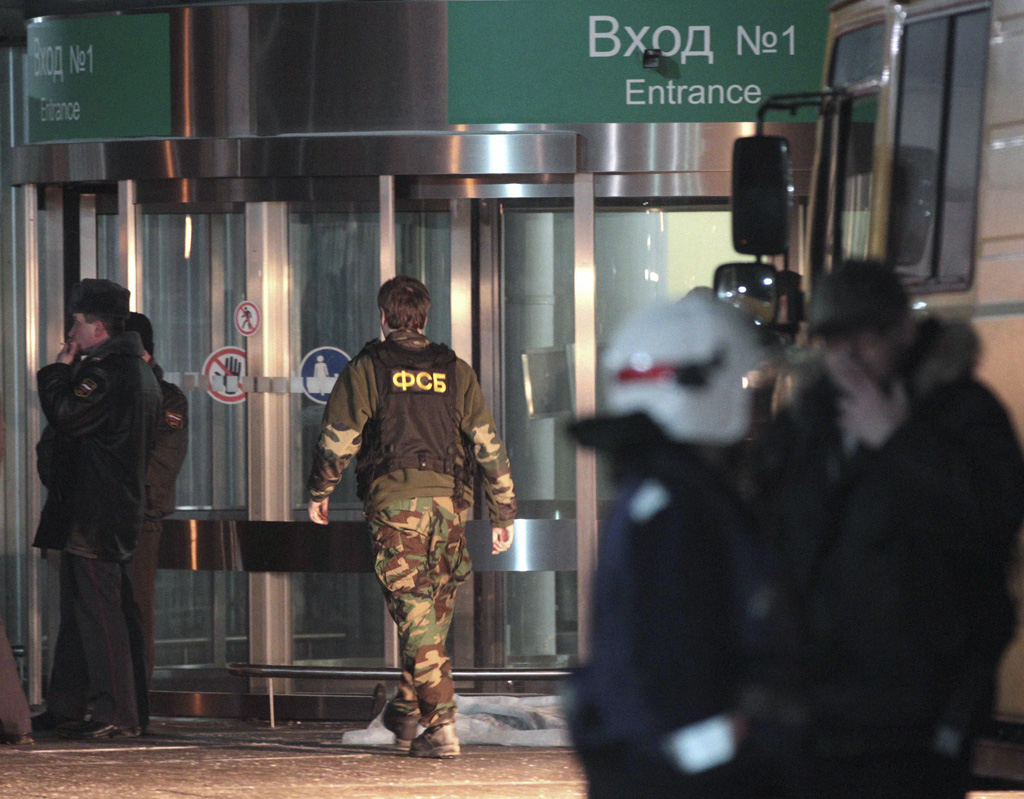
2011 року деякі російські видання проводили паралелі між рівнем та реальним терактом в аеропорту Домодєдово

Деякі журналісти згодом пов'язували «Ані слова російською» з реальними терористичними атаками. Зокрема, після вибуху в міжнародному аеропорту Домодєдово 2011 року російська державна телемережа Russia Today опублікувала репортаж, у якому зіставила кадри реального нападу з кадрами рівня у відеогрі. За словами репортера, «криваві сцени московського нападу нагадують те, що можна побачити в комп'ютерній грі». В своєму репортажі Russia Today також цитує аналітика Fox News з питань тероризму, який каже, що терористи зараз можуть використовувати відеоігри як інструменти навчання. 2013 року американська поліція затримала школяра, який планував напад на свою середню школу з використанням саморобної вибухівки та вогнепальної зброї. У зошитах хлопця, що виявили правоохоронці, був детальний опис майбутньої атаки, де зокрема зазначалося, що під час нападу з його автівки мала би лунати музична композиція з «Ані слова російською». Андерс Берінг Брейвік, виконавець терактів у Норвегії 2011 року, у власному маніфесті пропонує використовувати Call of Duty: Modern Warfare 2 для навчання військових, а також називає гру «основною частиною своєї тренувальної симуляції». Спираючись на це, деякі видання писали про можливий зв'язок між терактом і «Ані слова російською», хоча конкретно цей рівень Брейвіком ніде не згадується. Медіазнавець Ґарет Шотт стверджує, що журналісти проігнорували більшу частину маніфесту, зробивши замість цього з відеоігор «цапа-відбувайла».

## Спадщина
«Ані слова російською» також фігурує в наступній грі підсерії Call of Duty: Modern Warfare 3 (2011). Тут події рівня представлені у вигляді спогаду Юрія, одного з ігрових персонажів сюжетної кампанії. Він розповідає капітану Прайсу, що намагався завадити теракту в аеропорту, але Владімір Макаров, головний антагоніст гри, дізнавшись про це, важко його поранив та залишив помирати. Стікаючи кров'ю, Юрій встигає дійти до пункту митного контролю, після чого непритомніє, так і не зупинивши нападників.
Рівень також увійшов в оновлену версію гри Modern Warfare 2 Campaign Remastered, де зазнав істотних графічних змін. Окрім цього, в перероблену місію розробниками було додано пасхалку: подивившись назад, в певний момент місії гравець може побачити Юрія, який йде за ними, але оступається і падає на підлогу, що відсилає до спогадів самого Юрія у Modern Warfare 3. Сама Campaign Remastered, яка вийшла в березні 2024 на PS4, недоступна для придбання в PlayStation Store на Росії. На думку журналістів, причиною цього є включення «Ані слова російською» в гру, хоча Activision офіційно цього не заявляла.
Новий погляд на «Ані слова російською» можна побачити у перезапуску підсерії Modern Warfare. В сцені після титрів гри Call of Duty: Modern Warfare II (2022) невідомий терорист, який летить літаком, отримує телефонне повідомлення з ключовою фразу місії, після чого збирає саморобну вогнепальну зброю та, разом з іншими терористами, розпочинає захоплення судна. Сам теракт відбувається в продовженні Call of Duty: Modern Warfare III (2023), де постає як окремий рівень однокористувацької гри. В ньому персонажа гравця на ім'я Самара терористи беруть в заручники і змушують мимоволі стати співучасником злочину. Макаров, який є організатором теракту, одягає Самарі на груди вибуховий пристрій з таймером та залишає літак. Незважаючи на спроби жінки знешкодити бомбу, вона вибухає, вбиваючи всіх на борту.